# Vườn quốc gia Rila
Vườn quốc gia Rila (tiếng Bulgaria: Национален парк „Рила") là vườn quốc gia lớn nhất Bulgaria. Nó trải rộng trên diện tích 810,46 km2 (312,92 dặm vuông Anh; 200.270 mẫu Anh) ở dãy núi Rila, phía tây nam của đất nước. Nó được thành lập vào ngày 24 tháng 2 năm 1992 để bảo vệ một số hệ sinh thái có tầm quan trọng quốc gia. Độ cao của nó thay đổi từ 800 m (2.600 ft) tại Blagoevgrad cho tới 2.925 m (9.596 ft) tại đỉnh Musala, điểm cao nhất bán đảo Balkan.
Rila là nơi có 120 hồ băng, trong đó có Bảy hồ Rila nổi bật. Nhiều con sông có thượng nguồn bắt đầu tại vườn quốc gia, bao gồm cả Maritsa, con sông dài nhất nằm hoàn toàn ở Balkan và Iskar, con sông dài nhất hoàn toàn ở Bulgaria.
Về mặt hành chính, vườn quốc gia này nằm ở 4 trong tổng số 28 tỉnh của Bulgaria là Sofia, Kyustendil, Blagoevgrad và Pazardzhik. Bên trong nó là bốn khu bảo vệ thiên nhiên nhỏ hơn gồm Parangalitsa, Khu bảo tồn Trung Rila, Ibar và Skakavitsa.
Vườn quốc gia Rila là một trong những khu vực được bảo vệ lớn nhất và có giá trị nhất ở châu Âu. Hai trong số bốn khu bảo tồn thiên nhiên của vườn quốc gia có trong danh sách của Liên Hợp Quốc về các khu bảo tồn đại diện, và cả bốn khu bảo tồn đều là một các khu dự trữ sinh quyển được UNESCO công nhận.
Hệ sinh thái của vườn quốc gia là rừng hỗn hợp núi Rodope trên cạn, là một phần của Rừng lá rộng và hỗn hợp ôn đới Cổ Bắc giới. Rừng tại đây chiếm 534,81 km2 (206,49 dặm vuông Anh; 132.150 mẫu Anh), tương ứng với 66% diện tích. Về thực vật, vườn quốc gia có khoảng 1.400 loài thực vật có mạch, 282 loài rêu và 130 loài tảo nước ngọt. Hệ động vật được đại diện bởi 48 loài động vật có vú, 99 loài chim, 20 loài bò sát và lưỡng cư, 5 loài cá, cũng như 2.934 loài động vật không xương sống, trong đó có 282 loài đặc hữu.